# Lastovičja zlatovranka
Lastovičja zlatovranka (znanstveno ime Coracias caudatus) je afriška ptica iz družine zlatovrank (Coraciidae). Široko je razširjena v podsaharski Afriki in je klatež na južnem Arabskem polotoku. Najraje ima odprte gozdove in savane, večinoma pa je odsotna na krajih brez dreves. Običajno jo najdemo samo ali v parih, opazno sedi na vrhovih dreves, drogov ali drugih visokih razglednih točk, od koder lahko opazi žuželke, kuščarje, škorpijone, polže, majhne ptice in glodavce, ki se premikajo po tleh. Gnezdenje poteka v naravni luknji na drevesu, kjer zleže 2–4 jajca, inkubirata pa oba starša, ki sta izredno agresivna pri obrambi svojega gnezda, pri čemer se spopadata z grabežljivci in drugimi pticami. Med gnezditveno sezono se bo samec dvignil na precejšnjo višino, se spuščal v naletih in potopih, medtem ko bo izrekal ostre, neskladne krike. Spola sta različno obarvana, mladiči pa nimajo dolgih repnih pramenk odraslih. Ta vrsta se neuradno šteje za nacionalno ptico Kenije. Lokalno ima tudi alternativna imena.

## Taksonomija in sistematika
Lastovičjo zlatovranko je uradno opisal švedski naravoslovec Carl Linnaeus leta 1766 v dvanajsti izdaji svojega Systema Naturae pod binomskim imenom Coracias caudata. Linnaeus je svoj opis utemeljil na Le Rollier d'Angola, ki ga je leta 1760 opisal in ilustriral francoski zoolog Mathurin Jacques Brisson. Specifični epitet caudatus je latinski, kar pomeni "repast".
Lastovičja zlatovranka je ena od devetih vrst v rodu Coracias, skupine, ki izvira iz odprtih gozdov zahodne Evrazije in Afrike.
Priznani sta dve podvrsti:
- C. c. caudatus Linnaeus, 1766, "lila-prso zlatovranko", najdemo od osrednje Kenije do severne Južne Afrike in zahodno do atlantskih obal Namibije in Angole
- C. c. lorti Shelley, 1885, je bila prvotno opisana kot ločena vrsta "lila grla" ali "modroprsa" in jo najdemo od Eritreje do zahodne Somalije in severovzhodne Kenije

Čeprav niso parapatrične (njihov razpon razmnoževanja se ne ujema), ni dokazov o vedenjskih ali ekoloških razlikah, ki bi podpirale C. c. lorti kot ločeno vrsto.

## Opis
Na polju te robustne ptice z velikimi glavami pogosto samevajo na drevesu na travnati jasi in jih skoraj ni mogoče zamenjati glede na njene barvite tone perja. Lila vrat nominirane podvrste C. c. caudatus se poglobi v temnejše lila oprsje. Krona do plašča je olivna, lica in ušesa pa so lilasto rjavkasta. Pri podvrsti C. c. lorti pa je krona do plašča zelenkasto modra namesto olivna, prsi pa modre. Žrelo je lila, nekatere lastovičje zlatovranke pa imajo lila liso ali rdečkasto-rjave odtenke na spodnjem delu trebuha. Obe podvrsti imata dolge, najbolj oddaljene črne repne trakove, ki jih pri mladičih ni. Lila prsi niso spolno dimorfna , čeprav so samci lahko nekoliko večji od samic. Mladiči, nezreli in odrasli imajo največje pero alule temno modre barve, vendar primarni pokrov in preostanek alula azurno. Primarna krovna peresa so prav tako bleščeče modre barve, distalna polovica pa črna na notranji strani in temno vijolično modra na zunanjih mrežah. Mladiči imajo grlo in prsi rjavo-rjave barve s širokimi razpršenimi penasto-belimi progami. Nezrele osebe imajo prsi rumenkaste z občasnim lila perjem in razpršenimi bledimi progami.
Povprečna masa je 104 grame, dolžina pa se giblje od 36 do 38 centimetrov (vključno z repom 8 do 9 cm). Ti akrobatski letalci imajo povprečni razpon kril od 50 do 58 cm. Edinstvena za zlatovranke (družina Coraciidae) so sindaktilna stopala, v katerem sta drugi in tretji prst zraščena.
Lahko jih zamenjamo z elegantnejšo abesinsko zlatovranko v kenijski kotlini Turkanskega jezera, ki pa ima temno modra zgornja repna peresa, azurna prsa in izrazito lopatasta repna peresa.

## Oglašanje
Klic lastovičje zlatovranke je oster, žagajoč "rak rak rak", ki ga izvaja med letom. Običajno se ptica usede in prepeva.

## Razširjenost in habitat
Lastovičjo zlatovranko najdemo po vsej vzhodni in južni Afriki in se pojavlja lokalno od nadmorske višine nič in do 2000 metrov ali več. Njihova razširjenost sega od obale Rdečega morja v Eritreji preko vzhodne Afrike (vključno z Zanzibarjem) do južne Afrike, kjer se pogosto pojavlja v Namibiji (razen puščave Namib), Bocvani, Zimbabveju in severovzhodni Južni Afriki. Nominirana podvrsta C. c. caudatus se ne seli, vendar se po gnezdenju pojavi določena stopnja razpršenosti v miombo gozdovih ali peščenih območjih, preden se ob začetku dežja vrnejo v območja gnezdenja. Njen dvojnik, C. c. lorti se seli iz severovzhodne Kenije v severozahod Somalije, da gnezdi od konca aprila do sredine septembra. Slednja podvrsta je tudi klatež v Eritrejo, Oman in Jemen. Lastovičja zlatovranka je najbolj razširjena v Keniji, čeprav je vrsta manj številčna kot v preteklosti.
Obe podvrsti živita v odprtih savanskih habitatih z raztresenimi drevesi in grmovnicami, saj ptice potrebujejo višje nivoje za hranjenje in gnezdenje. Manj pogosto so v rečni vegetaciji in svetlem gozdu ter lahko vstopijo v polpuščavske stepe ali na odprto travinje, kjer se lahko uporabljajo dvignjena mesta. Na zavarovanih območjih so med vrstami ptic, ki pogosto zahajajo na robove cest, zlasti med požari, ko se male živali in žuželke, ki se dvignejo v zrak, zlahka ujamejo. Vendar pa se lastovičja zlatovranka izogiba drugim območjem, na katere vpliva človek in jih ne najdemo v mestnih ali podeželskih območjih, razen če niso zapuščeni. Zunaj zaščitenih območij, kot so narodni parki, je redko mogoče opaziti lastovičjo zlatovranko, predvsem ko kmetje požigajo zemljo za kmetijsko uporabo. Takšni požari vznemirjajo žuželke in druge nevretenčarje, ptice pa lahko opazimo, kako skočijo po lahek plen.

## Vedenje in ekologija

### Vzreja
Obe podvrsti sta verjetno monogamni in gnezdita samotno. Spolov ni mogoče zlahka razlikovati in njihovi prikazi niso bili dokončno povezani ne s samcem ne s samico. Pari ščitijo svoje gnezdo in eden od para bo letel v vrtečem se vzorcu kot teritorialni prikaz pred vsiljivci ali za odvračanje plenilcev gnezd. Med dvorjenjem bo lastovičja zlatovranka poletela navzgor in se nato nagnila naprej z zaprtimi krili, preden bo zamahnila, da bi pridobila hitrost proti tlom. Med izravnavanjem z najvišjo hitrostjo se bo ptica nekajkrat zakotalila v levo in desno ter izrekla ostro, hrustljavo "kaaa, kaarsh", preden se bo spet dvignila. Prikaz se lahko konča z ostrim hahljanjem.
V Somaliji gnezdijo od konca aprila do sredine septembra, sicer pa gnezdijo v različnih letnih časih, odvisno od lokacije. Gradijo ravna gnezda iz trave v kruhovcu (Adansonia digitata)., mrtvem kokosu, drevesu Casuarinaceae ali Terminalalia. Gnezdo je v izdolbeni drevesni votlini približno 5 metrov od tal ali celo na strani termitnjaka. Lastovičja zlatovranka ne ustvarja votlin sama, ampak prevzame gnezdilne prostore, ki so jih prej izdolble žolne ali vodomci.
Običajno bodo v Somaliji izlegle tri do štiri jajca na gnezditveno sezono. V južni Afriki se povprečna velikost gnezda giblje od dveh do štirih jajc. Partnerja bosta izmenično inkubirala jajca 22 do 24 dni. Mladički se skotijo nemočni, po 19 dneh postanejo popolnoma pernati.

### Prehrana
Prehrana lastovičje zlatovranke je sestavljena iz členonožcev in majhnih vretenčarjev, vključno z žuželkami, ki živijo na tleh, pajki, škorpijoni, stonogami in stonogami, polži in različnimi majhnimi vretenčarji, vključno z majhnimi pticami. Počasi gibajoči se kuščarji, kameleoni in kače ter slepe vrste Afrotyphlops in Leptotyphlops, ki so še posebej ranljivi pri prečkanju cest. V Vzhodni Afriki se pridružijo drugim lovcem, kot so srakoper Lanius dorsalis in muhar Melaenornis pallidus, ko oportunistično uporabljajo požare na travnikih, v Južni Afriki pa jih prav tako opazimo v povezavi z škarniki, štorkljami, lastovkami in čebelarji, ko kurijo požarne pregrade.
Ker se prehranjujejo predvsem s kopenskim plenom, se bodo lastovičje zlatovranke  usedle za ogled z višjega mesta (vključno z vrha velikih rastlinojedih sesalcev), preden se spustijo in zgrabijo plen s svojimi kljuni. Če je njihov plen majhen, ga bodo pogoltnile na tleh. Te agresivne ptice bodo večji plen odnesle in ga premagale, dokler ga ne razkosajo.

## Status
Po podatkih Svetovne zveze za varstvo narave in naravnih virov (IUCN) je lastovičja zlatovranka najmanj zaskrbljujoča. K tej oceni prispevata velika razširjenost in stabilna velikost populacije.